# عبد الرؤوف بن عزيزة
عبد الرؤوف بن عزيزة (مواليد 23 سبتمبر 1953) هو لاعب كرة قدم تونسي سابق كان يجيد اللعب في خط الهجوم.
لعب لمنتخب تونس في كأس العالم لكرة القدم 1978 في الأرجنتين. كما لعب للنجم الرياضي الساحلي من 1974-1980. كما لعب لنادي النصر السعودي بداية الثمانينات الميلادية.